# Milevo, Plovdiv
Milevo (în bulgară Милево) este un sat în comuna Sadovo, regiunea Plovdiv,  Bulgaria. 

## Demografie
Componența etnică a satului Milevo
     Bulgari (78,47%)
     Turci (8,75%)
     Romi (8,03%)
     Nicio identificare (4,73%)
La recensământul din 2011, populația satului Milevo era de 971 locuitori. Din punct de vedere etnic, majoritatea locuitorilor (78,47%) erau bulgari, existând și minorități de turci (8,75%) și romi (8,03%). Pentru 4,73% din locuitori nu este cunoscută apartenența etnică.